# San Antonio de Flores (kommun i Choluteca)
San Antonio de Flores är en kommun i Honduras.   Den ligger i departementet Choluteca, i den sydvästra delen av landet, 50 km söder om huvudstaden Tegucigalpa. Antalet invånare är 5 350. Arean är 55 kvadratkilometer.
Terrängen i San Antonio de Flores är huvudsakligen kuperad, men åt nordväst är den platt.